# Leopold von Loën
Leopold August Gotthard Jobst baron von Loën (né le 24 juin 1817 à Luckau et mort le 26 février 1895 au château de Morsbroich) est un général d'infanterie prussien.

## Biographie

### Origine
Léopold est un fils de Friedrich von Loën (de) (1787-1868) et de son épouse Albertine, née von Hedemann (1792-1869), sœur d'August von Hedemann. Son père est chambellan d'Anhalt et maréchal de la cour à Dessau, ainsi que major et chevalier de l'ordre de Saint-Jean.

### Carrière militaire
Loën étudie à l'académie de chevalerie de Brandebourg-sur-la-Havel jusqu'à Pâques 1834. Le 1er octobre 1834, il rejoint comme grenadier le 1er régiment à pied de la Garde de l'armée prussienne. Il devient sous-lieutenant en mai 1836 et sert dans le régiment de Landwehr de la Garde à partir de 1840. En 1842, il devient adjudant de bataillon et en 1845 adjudant de régiment. À ce titre, Loën participe à la répression de la révolution de Mars à Berlin (de) en 1848. Promu premier lieutenant en mai 1849, il est muté la même année au poste d'adjudant au commandement de l'infanterie de la Garde. À partir de 2 décembre 1851, il est commandé au service du roi Frédéric-Guillaume IV. Avec sa promotion au grade de capitaine le 7 mai 1852, Loën est nommé aide de camp du roi. À ce poste, il est promu major à la mi-octobre 1855. Le 9 août 1856, il devient commandant de la compagnie des sous-officiers de la Garde.
Le 27 juillet 1857, il reçoit l'ordre d'exercer les fonctions de plénipotentiaire militaire à la cour impériale de Russie à Saint-Pétersbourg, jusqu'à ce que Loën soit confirmé à ce poste le 5 novembre 1857. À la mi-mars 1864, il obtient l'autorisation de se rendre pour quelque temps sur le théâtre de guerre du Schleswig-Holstein. En mai 1865, il est relevé de ses fonctions à la cour de Russie et, avec sa promotion au grade de major général, est nommé commandant de la 4e brigade d'infanterie de la Garde le 18 juin 1865.
Pendant la guerre austro-prussienne, cce sont des éléments de sa brigade qui ont presque entièrement détruit une brigade autrichienne lors de la bataille de Rudersdorf le 28 juin 1866. Lors de la bataille de Sadowa, c'est l'avant-garde de sa brigade qui fait irruption dans le centre autrichien avec la prise de Lipa et la tienut jusqu'à ce que toute la brigade se soit approchée. Pour ses actions, il reçoit les épées de l'ordre de l'Aigle rouge de 2e classe avec feuilles de chêne. En outre, Loën est décoré le 14 juin de la Grand-Croix de l'ordre de la Maison ernestine de Saxe et le 25 juin 1867 de l'ordre de Sainte-Anne de 1re classe.
Du 25 juillet 1868 au 17 juin 1869, Loën est membre de la Cour des conflits de compétence et devient ensuite commandant de Francfort-sur-le-Main avec une indemnité de 1000 thalers. Au début de la guerre contre la France, il reçoit le commandement de la division de Landwehr de la Garde et devient à ce poste lieutenant-général le 26 juillet 1870. Avec cette grande unité, Loën participe aux sièges de Strasbourg et de Paris. Après la paix préliminaire de Versailles, il retourna le 25 mars 1871 à son poste de commandant de Francfort et est nommé deux mois plus tard commandant de la 21e division d'infanterie. Transféré le 20 février 1873 aux officiers de l'armée, Loën est ensuite président de la commission générale des ordres.
À l'occasion des funérailles de la reine Élisabeth de Prusse, Loën est commandé pour faire un service honorifique auprès du grand-duc Nicolas de Russie à la mi-décembre.
Le 22 mars 1875, il reçut le caractère de General der Infanterie. En outre, Loën est décoré la même année de la Grand-Croix de l'Ordre d'Albert, en 1878 de la Grand-Croix de l'Ordre du Lion et du Soleil et en 1879 de la Grand-Croix de l'Ordre de l'Aigle rouge avec feuilles de chêne et épées sur le bague. Nommé adjudant général par l'empereur Guillaume Ier, il est mis à disposition avec pension le 13 mai 1879. Dans cette position, Loën reçoit le 18 septembre 1880 le brevet de son grade. Après la mort de Guillaume Ier, il passz comme adjudant général à son successeur Frédéric III.

### Famille
Il se marie le 29 août 1842 à Tegel avec Gabriele von Bülow (1822–1854), fille de Heinrich von Bülow, et petite-fille de Wilhelm von Humboldt. Le mariage produit trois enfants :
- August (né en 1843) marié avec Viktoria von Humboldt, une fille de Hermann von Humboldt
- Thérèse (née en 1846) mariée avec Bertram comte von Brockdorff
- Agnes (1851–1917) mariée avec Friedrich baron von Diergardt, petit-fils de Friedrich von Diergardt (de)